# Montanima venetiana
Montanima venetiana is een vlinder uit de familie zakjesdragers (Psychidae). De wetenschappelijke naam van deze soort is voor het eerst geldig gepubliceerd in 1964 door Meier.
De soort komt voor in Europa.